# Ribosylnicotinamide kinase
La ribosylnicotinamide kinase est une phosphotransférase qui catalyse la réaction :
ATP + 1-(β-D-ribofuranosyl)-nicotinamide  {\displaystyle \rightleftharpoons }  ADP + β-nicotinamide D-ribonucléotide.
Cette enzyme convertit le N-ribosylnicotinamide en nicotinamide mononucléotide moyennant l'hydrolyse d'une molécule d'ATP en ADP. La structure tridimensionnelle de cette enzyme a été élucidée, par exemple chez Haemophilus influenzae.